# Barbodes semifasciolatus
Barbus doré, Barbus de Schubert
Espèce
Statut de conservation UICN

 LC  : Préoccupation mineure
Barbodes semifasciolatus, le Barbus doré ou Barbus de Schubert, est une espèce de poissons d'eau douce de la famille des Cyprinidae.
Il était auparavant classé dans le genre Barbus puis dans le genre Puntius.

## Description
Le barbus doré, sous sa forme naturelle, est bien moins coloré en orange que les formes commerciales, parfois appelées Barbus schuberti, qui sont des formes xanthochromiques de Barbodes semifasciolatus. Il est presque impossible d'obtenir une morphe naturelle dans le commerce.
Il mesure environ 7 à 8 cm une fois adulte mais peut atteindre 10 cm dans les grands aquariums. Il est d'une couleur jaune et or avec une ligne noire et les nageoires sont généralement rougeâtre chez les mâles.

## Répartition
L'espèce est originaire de l'Asie de l'Est, notamment du nord du Vietnam, du sud-ouest de la Chine, de Taïwan et de l'île de Hainan. Elle est présente dans le bassin du fleuve Rouge, qui traverse le Vietnam et le sud de la Chine. Son aire de répartition s'étend aussi vers le nord de la Chine, atteignant au moins la province du Fujian. Elle a également été introduite dans le bassin du Mékong, au nord du Laos et dans le sud de la Chine, notamment dans la province du Yunnan, ainsi que dans d'autres régions du monde,. Au Laos, l'espèce est présente dans le bassin versant de la rivière Nam Ou, situé dans la province de Phongsali, bien que les informations à ce sujet soient limitées. À Taïwan, elle est menacée par la dégradation des milieux aquatiques et l'introduction d'espèces exotiques, qui mettent en péril son habitat naturel. Des populations sauvages introduites ont été observées à Singapour ainsi qu'à Hawaï.

## Systématique
Le nom valide complet (avec auteur) de ce taxon est Barbodes semifasciolatus (Günther, 1868).
Barbodes semifasciolatus a pour synonymes :
- Barbus hainani Lohberger, 1929
- Barbus semifasciolatus Günther, 1868
- Capoeta semifasciolata (Günther, 1868)
- Puntius semifasciolata (Günther, 1868)
- Puntius semifasciolatus (Günther, 1868)

## Publication originale
- Günther, A. (1868). Catalogue of the fishes in the British Museum. Catalogue of the Physostomi fish containing the families Heteropygii, Cyprinidae, Gonorhynchidae, Hyodontidae, Osteoglossidae, Clupeidae,... [thru]... Halosauridae, in the collection of the British Museum. Catalogue of the fishes in the British Museum. v. 7: i-xx + 1-512.

## Aquariophilie

### Maintenance en aquarium
Le barbus doré est un poisson assez solide. Sa longévité atteint 7 ans. Il est actif autant la nuit que le jour.
Il doit être tenu en groupe de 4 minimum, car en dessous de ce nombre, il peut se montrer parfois agressif envers les autres espèces.
Pour son confort, on veillera à placer des massifs de plantes et à maintenir la température de l'eau à 22°. Cependant le barbus doré peut s'adapter à des températures de 18 °C à 25 °C.
La reproduction peut se faire naturellement en été (juillet-août) lorsque la température monte, car ils supportent mal une eau à 25° en permanence et aussi il est préférable de baisser le chauffage à 18-20 degrés en période hivernale. Les variations de température doivent se faire en douceur et ne pas dépasser 2 degrés, car ils sont sensibles aux changements de température. Cette espèce, peut être maintenu sans chauffage d'aquarium à l'intérieur d'une maison.
Ils peuvent cohabiter avec des poissons-zèbres, dans un aquarium d'au moins 200 litres.

### Reproduction
La reproduction du barbus doré est jugée facile par les aquariophiles. L'espèce est très prolifique : jusqu'à 300 œufs par ponte.
La température idéale est plus chaude, autour de 25 à 26 °C. L'éclosion a lieu 36 heures après la ponte.